# Fu Baolu
Fu Baolu, född 23 juni 1913, död 8 juli 1943, var en friidrottare från Kina. Han deltog vid olympiska sommarspelen 1936.